# Pyrestes nigricollis
Pyrestes nigricollis är en skalbaggsart som beskrevs av Maurice Pic 1947. Pyrestes nigricollis ingår i släktet Pyrestes och familjen långhorningar. Inga underarter finns listade i Catalogue of Life.